# Jenneval
Hypolite Louis Alexandre Dechet, dit Jenneval, est un comédien et poète français né le 27 janvier 1801 à Lyon et mort le 18 octobre 1830 à l'âge de 29 ans, au combat à Boechout lors de la bataille de Lierre, durant la guerre belgo-néerlandaise.
Jenneval est à Bruxelles lors du début de la révolution belge et, à l'instar d’autres français, il s'engage comme volontaire, dans le corps franc des chasseurs Chasteler. Il est resté célèbre pour être l'auteur des premières paroles de La Brabançonne, l'hymne national de la Belgique.

## Biographie

### Carrière artistique
Jenneval naît à Lyon dans la rue Peyrat.
Il joue d'abord sur scène à Ajaccio et à Marseille. En 1826, il est engagé au Théâtre de l'Odéon à Paris.
En 1828, engagé à la Comédie-Française, il joue dans Mérope (tragédie de Voltaire) et L'Étourdi (comédie de Molière).
Jenneval quitte Paris après les journées des 27, 28 et 29 juillet 1830 (les Trois Glorieuses qui mettent fin au règne de Charles X) pour rejoindre Bruxelles, où il est artiste au Théâtre de la Monnaie.

### Révolution belge

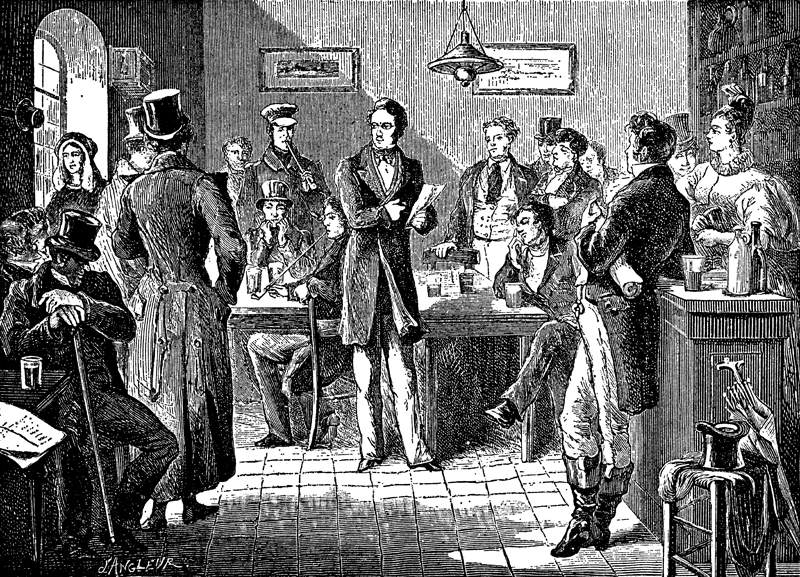
Jenneval lisant ses premières paroles de La Brabançonne.

Jenneval se trouve à Bruxelles quand les premières émeutes de l'insurrection de 1830 dans les Pays-Bas méridionaux se déclenchent à la suite de la représentation de La Muette de Portici au théâtre de la Monnaie le soir du 25 août 1830. Il suit le mouvement de la participation française à la révolution belge de 1830 et s'inscrit parmi les membres de la garde bourgeoise de Bruxelles, mise sur pied afin de maintenir l'ordre public. Il y écrit les premières version de La Brabançonne, le futur hymne national de la Belgique. Le premier texte est publié par L’Écho des Pays-Bas le 7 septembre et est mis en musique par François Van Campenhout pour être chanté pour la première fois le 12 septembre 1830, de manière très symbolique, lors de la réouverture du théâtre de la Monnaie, par le ténor Jean-François Lafeuillade (nl), celui-là même qui était sur scène et chantait amour sacré de la Patrie lors du début des émeutes du 25 août.
Après les Journées de Septembre, il s’engage comme volontaire dans le corps franc des chasseurs Chasteler. Il participe dans un premier temps à dans des escarmouches autour de Vilvorde, dans l’actuelle banlieue nord de Bruxelles, ce qui lui permet de continuer à monter sur scène. Sa dernière montée sur les planches du théâtre de la Monnaie a lieu le 10 octobre 1830 lors d'une soirée musicale organisée par François Van Campenhout, au bénéfice des patriotes belges blessés. La partie dramatique de la soirée se compose de L'Honnête Criminel, ou l'Amour filial, un drame en cinq actes de Fenouillot de Falbaire, où Jenneval joue le rôle d'André.

### Décès

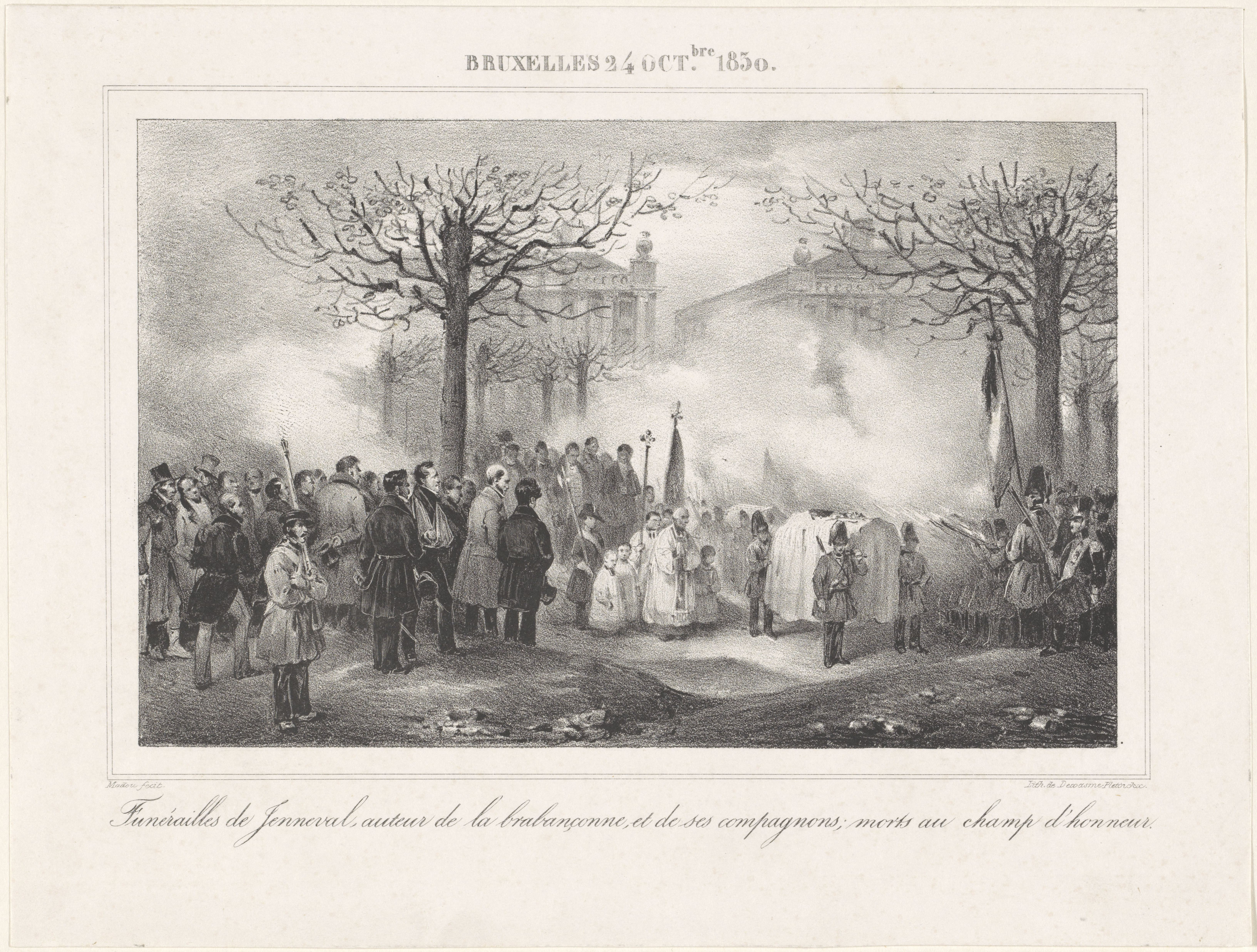
Les funérailles de Jenneval.

Il meurt le 19 octobre 1830 lors de la bataille de Lierre, plus précisément à Boechout entre Lierre et Malines, la tête emportée par un boulet hollandais. Son unité fait alors partie du corps d'armée dirigé par Charles Niellon.

## Œuvre
Jenneval a écrit les paroles de la première version de La Brabançonne, l'hymne national de la Belgique. Celles-ci ne sont plus les paroles actuelles.

## Hommage

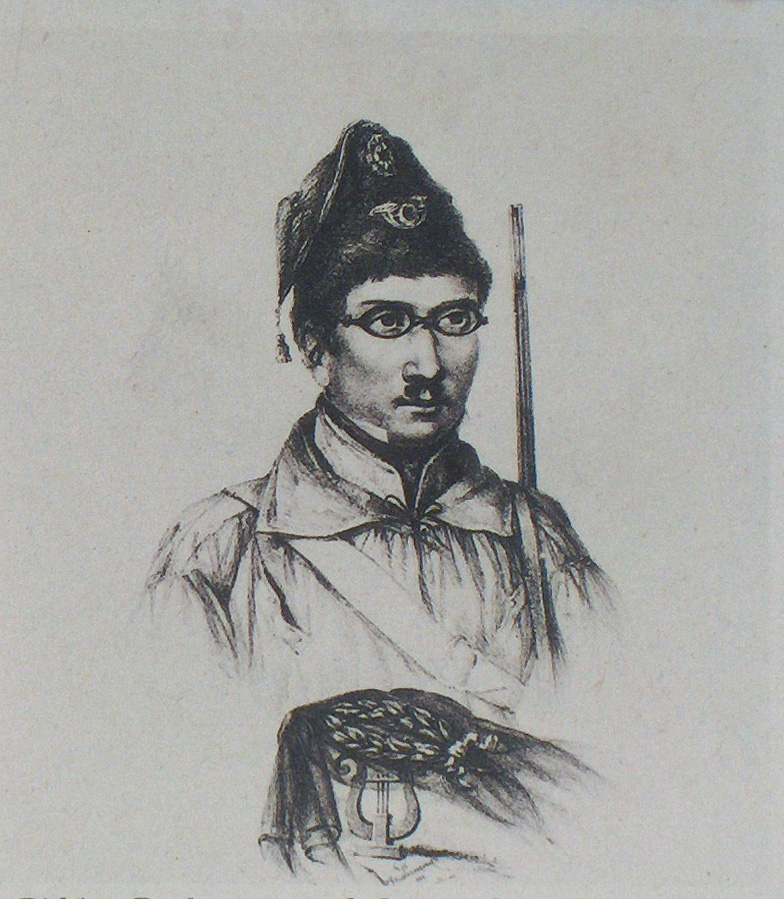
Portrait de Jenneval.

En 1897, un monument à sa mémoire est érigé au côté nord de la place des Martyrs au centre de Bruxelles. Il porte l’inscription « À Jenneval, poète de la Brabançonne, mort pour l’indépendance nationale. Hommage de la Ville de Bruxelles, 23 septembre 1897 ».

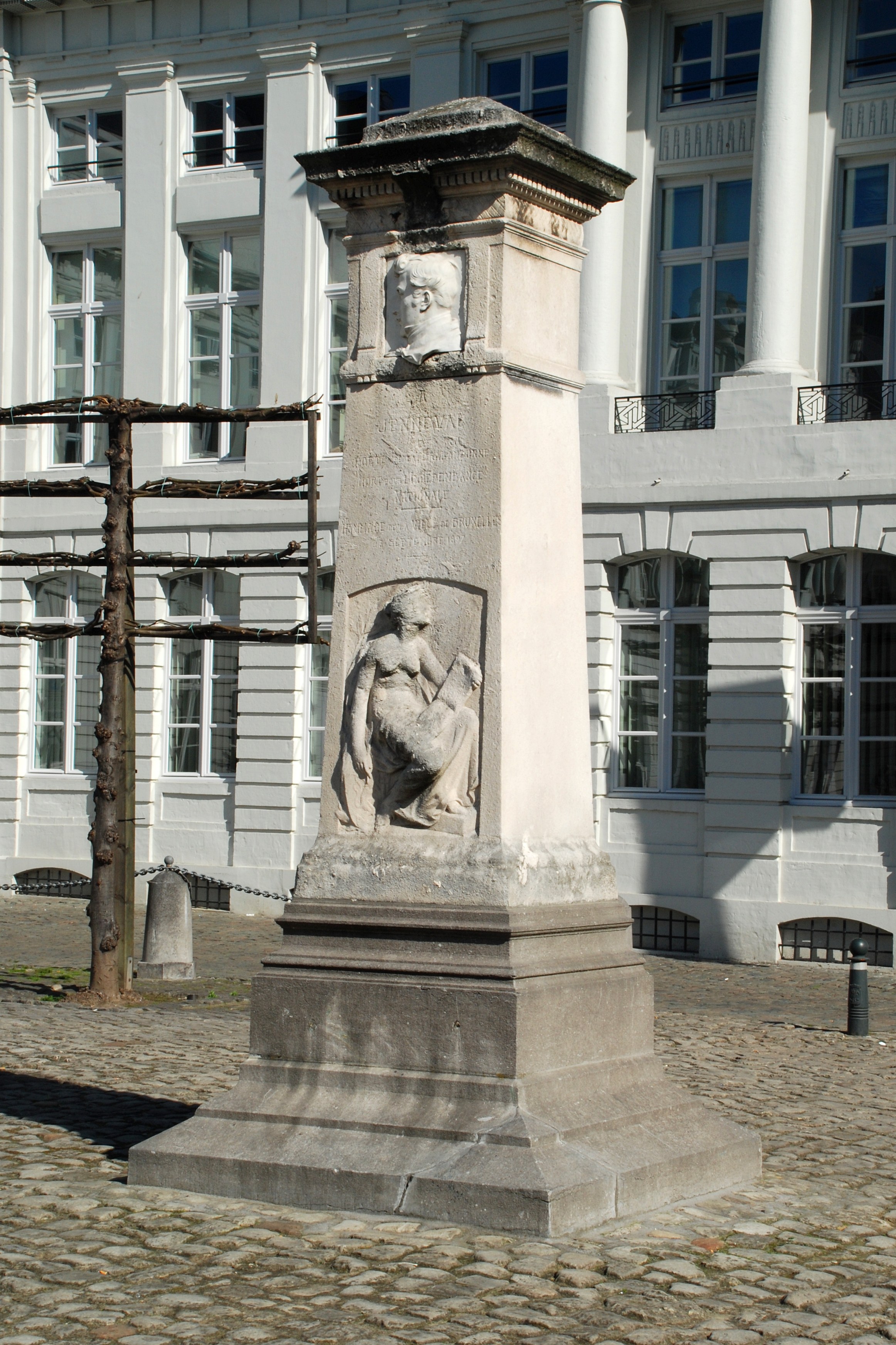
Monument à Jenneval sur la place des Martyrs (Bruxelles).
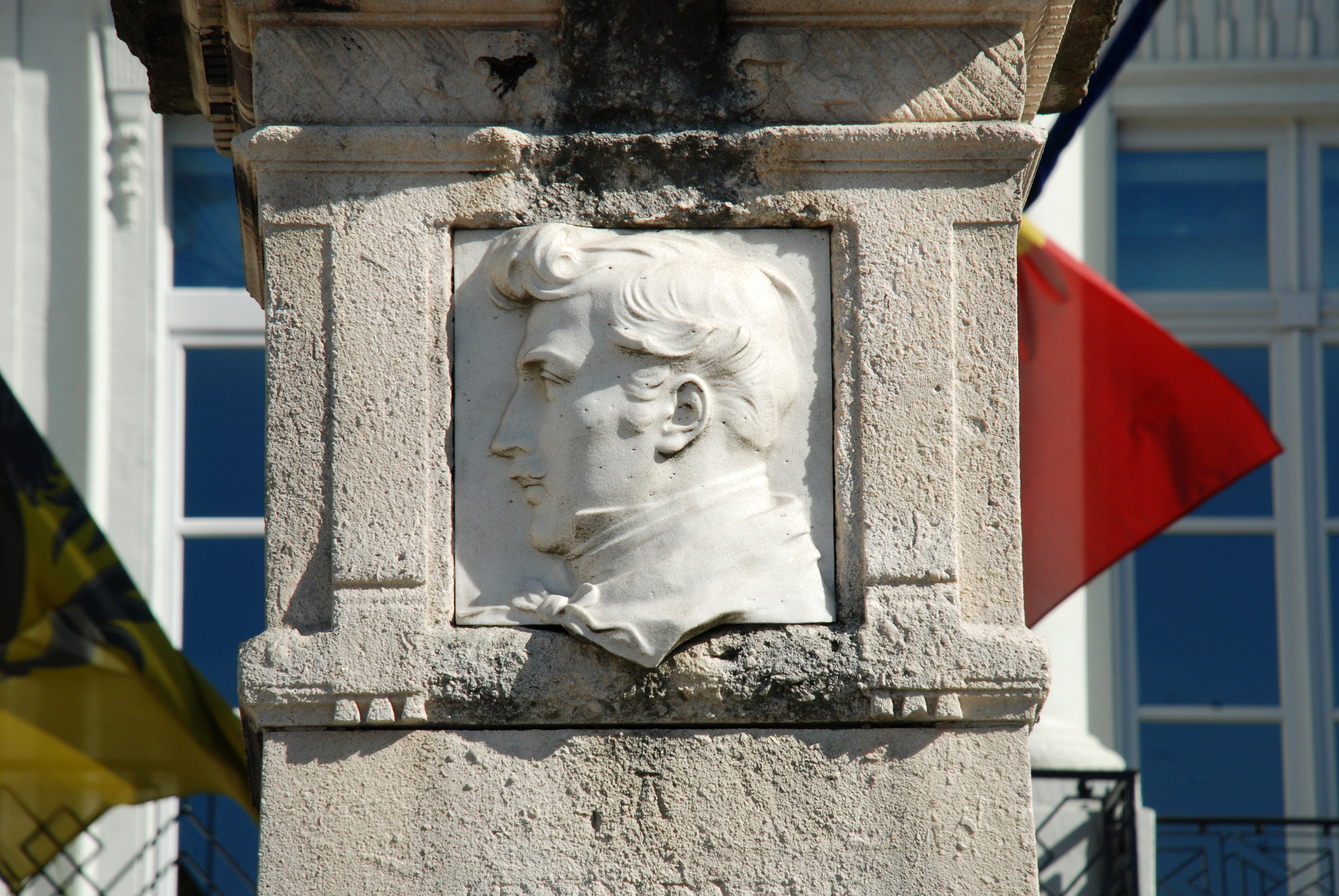
Effigie de Jenneval sur le monument de la place des Martyrs.